# Loren Arana Arellano
Loren Arana Arellano (Trebujena, 1938-Trebujena, 2002) fue una mujer transexual y activista por los derechos LGBT española, que vivió de la prostitución en Madrid y se dio a conocer por protagonizar el documental de 1983 Vestida de azul.

## Vida y carrera
Loren Arana nació en 1938, en el seno de una familia de ocho hermanos. Creció y vivió durante su juventud en el municipio de Trebujena, en Cádiz. Posteriormente, realizó el servicio militar, y más tarde, adoptó el nombre de Loren.
Luego trabajó en casa de unos marqueses como personal de servicio doméstico.
En 1983 protagonizó el documental de Antonio Giménez-Rico Vestida de azul, pionero en la representación de la realidad de las mujeres trans en España. 
Sufrió un derrame cerebral, según contó su compañera y amiga Juani Ruiz. 
En algún momento de su vida fue encarcelada en Carabanchel por la Ley de Peligrosidad y Rehabilitación Social, y tras cumplir su condena, en 1996 se mudó desde Madrid hasta su pueblo natal, donde pasó el resto de su vida hasta su muerte en 2002 en una residencia.
El Ayuntamiento de Trebujena colocó una placa en la casa en la que residió.

## Homenajes
El 25 de febrero de 2019 la escritora y activista LGBT Valeria Vegas publicó su obra ensayo Vestidas de azul, centrada en investigar las vidas de las 6 integrantes del documental original, entre ellas Loren, que habían desaparecido por completo del ojo público después de su estreno.
Ese mismo año, durante el mes de junio, la semana del Orgullo LGBT estuvo dedicada a la memoria de Loren. La escritora Valeria Vegas realizó una presentación de su obra Vestidas de azul, centrada en las vidas de Loren y el resto de protagonistas del documental. El 28 de junio se realizó una proyección de dicho documental y, finalmente, el día 29 se inauguró una placa en homenaje a Loren, que se encuentra desde entonces situada en la calle Doña Amparo Salazar, donde ella misma nació.
En noviembre de 2023 Atresmedia estrenó la serie  Vestidas de azul, centrada una vez más en las protagonistas del documental. Nacha fue interpretada por la actriz Bimba Farelo durante su etapa en el servicio militar obligatorio, y por Rossa Ceballos en su etapa adulta.

## Filmografía
- Vestida de azul (1983)